# عبد الخالق مدحت العزاوي
عبد الخالق مدحت العزاوي شيخ عشيرة عراقي ومدير سابق لناحية المنصورية، وعضو مجلس محافظة ديالى، وعضو مجلس النواب العراقي عن محافظة ديالى لدورة الانتخابات التشريعية العراقية 2018 نائباً عن ائتلاف الوطنية، ورئيس ديوان الوقف السني ابتداء من 3 آذار 2022م حتى 8 آب 2022،(1) وقد رشحه للمنصب تحالفُ السيادة، تنافسَ عبد الخالق في الانتخابات التشريعية العراقية 2021 مرشحاً عن كتلة عزم فلم ينجح.

## هجوم تنظيم الدولة

عبد الخالق العزاوي في أثناء مقاتلة تنظيم الدولة سنة 2014

حين زحف تنظيم الدولة الإسلامية (داعش) إلى شمال محافظة ديالى في سنة 2014، كان عبد الخالق عضواً في مجلس محافظة ديالى، ولمّا سيطر تنظيم الدولة على أطراف شمال ديالى، واقترب إلى بلدة عبد الخالق العزاوي المسماة المنصورية،  تصدّى عبد الخالق بصفته شيخ عشيرة سنياً، لتقدم تنظيم الدولة نحو بلدته المنصورية، فحشدَ عدة مئات من عشيرته ومن مقاتلي عشائر أخرى لمواجهة مقاتلي التنظيم، واستطاع إيقافهم، في حين عجزت قوات عسكرية وأمنية أن تتصدى لمقاتلي التنظيم الذين هاجموا المنطقتين المجاورتين جلولاء وصيدا، وتلقى العزاوي حينئذٍ تسليحاً من وزارة الدفاع، فأنشأ 5 كتائب من الحشد العشائري السني فتمكنوا من تأمين شمال ديالى متعاونين مع القوات العسكرية.

## الهوامش
- «1»:حدثت مراسم استلام منصب رئاسة الديوان يوم 9 أذار 2022، وباشر منذئذٍ عبد الخالق أعماله.[12]